# Aloxe-Corton
Aloxe-Corton település Franciaországban, Côte-d’Or megyében. Lakosainak száma 135 fő (2022. január 1.). Aloxe-Corton Pernand-Vergelesses, Chorey-les-Beaune, Savigny-lès-Beaune és Ladoix-Serrigny községekkel határos.

## Népesség
A település népességének változása:
| Lakosok száma | 243  | 198  | 187  | 188  | 142  | 134  | 134  | 136  | 134  | 135  |
|               | 1968 | 1982 | 1990 | 2006 | 2013 | 2015 | 2017 | 2019 | 2020 | 2022 |